# Cabells rossos

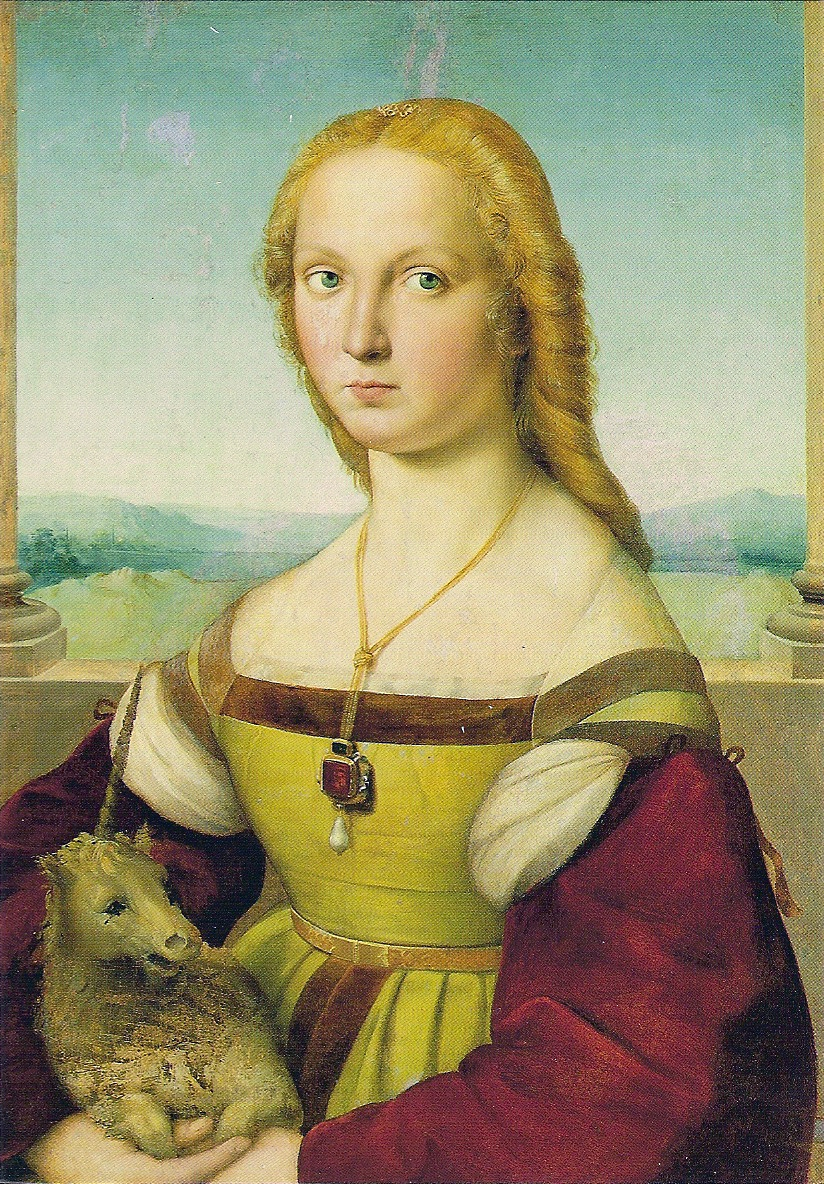
Retrat de dona jove amb unicorn (Dama amb unicorn) (1506), per Raffaello Sanzio representa una jove amb cabell ros

El ros és un color de cabells caracteritzat per nivells baixos del fosc pigment melanina. El to visible resultant depèn de diversos factors, però sempre té algun tipus de color groguenc. El color pot variar des d'un ros molt pàl·lid (causat per la irregular i escassa distribució de pigment) fins a rossos vermellosos o daurats-marrons com els rossos cendra i rossos avellana (aquests darrers, amb més melanina).

## Varietats

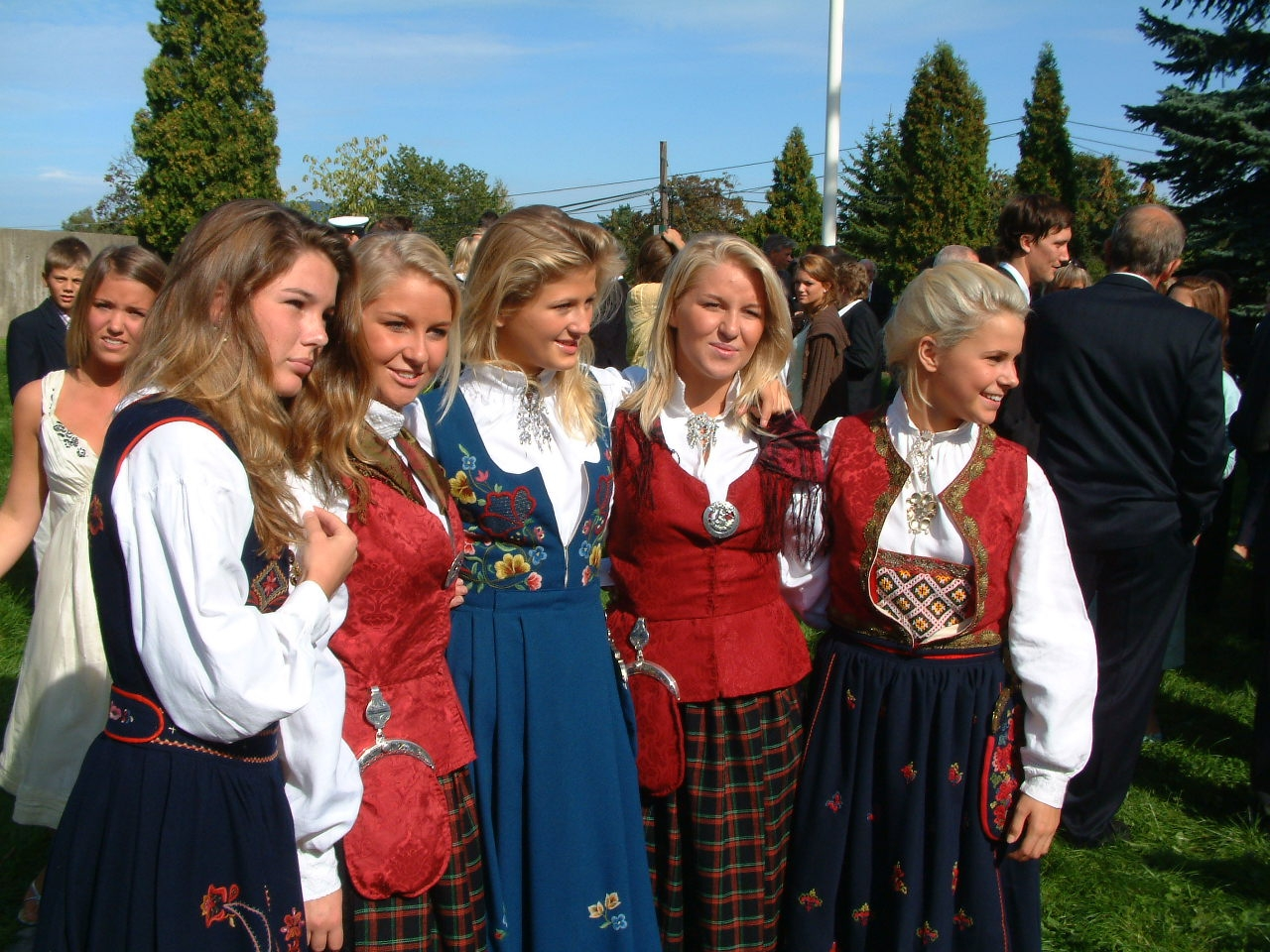
Dones en vestits nacionals en Akershus, Noruega

Moltes subcategories dels cabells rossos també s'han definit per descriure millor a una persona rossa. Els exemples més comuns inclouen els següents:
- ros - quan es distingeix d'altres varietats, "ros" per si mateix es refereix a un ros clar però no necessàriament, sol tenir més tonalitats vermelloses o tirant al marró castany o daurat.
- groc - ros groc ("groc" també pot ser usat per referir-se als cabells que s'han tenyit de groc).
- ros platí o platinat - ros blanquinós, gairebé tots els rossos platinats són nens.
- ros sorra - avellana grisenc gairebé castany, o ros color crema.
- ros daurat - un ros fosc.
- ros vermellós - un ros daurat vermellós clar o fosc.
- ros brut - ros fosc amb taques de ros daurat i marró.
- ros cendra - ros fosc pàl·lid o grisenc molt similar al castany clar.
- ros nevat - més brillant que el ros platí
- ros blanquejat o ros oxigenat- ros artificial lleugerament més clar que el ros platinat.
- ros blader - ros natural del color del blat, amb tons castanys i rossos més brillants.

## Evolució dels cabells rossos

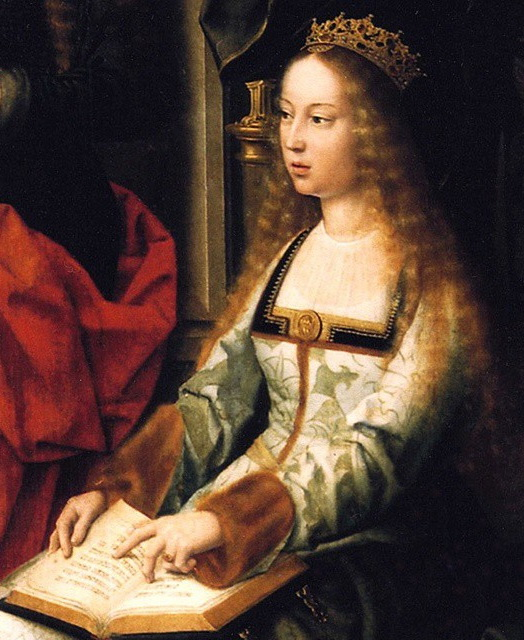
Un quadre d'Isabel I de Castella, amb els cabells clars

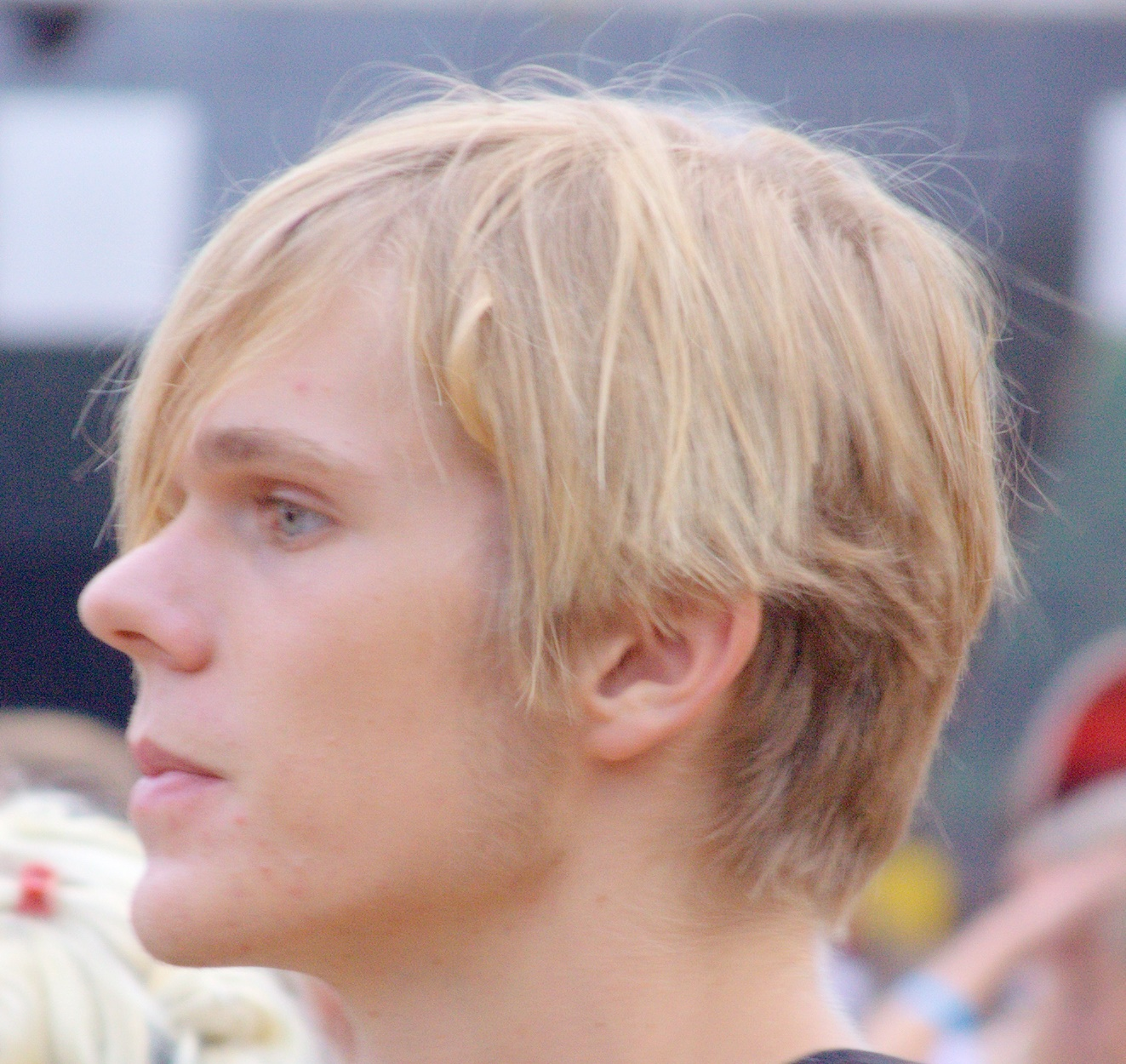
Perfil d'un home jove de cabellera rossa

Els cabells rossos així com de color més clar apareixen amb major freqüència a Europa i menys freqüentment en altres àrees.
Al nord d'Europa, com per exemple als països nòrdics, la freqüència és molt alta. El gen del color de pèl MC1R té almenys set variants a Europa, donant-li al continent un ampli rang de tonalitats de color de cabells i d'ulls.
Una explicació consensuada per a l'evolució dels cabells clars o rossos està relacionada amb la necessitat de síntesi de la vitamina D i l'escassetat de sol en el nord d'Europa. Una pell més clara és deguda a una menor concentració de pigmentació, permetent, per tant, una major absorció de sol i de producció de vitamina D. D'aquesta manera les altes freqüències de cabells clars en les latituds del nord són un resultat d'adaptació de la pell clara a menors nivells de la llum del sol, que redueix la prevalença de raquitisme causada per la deficiència de vitamina D. La pigmentació més fosca en latituds altes en certs grups ètnics com els inuit s'explica per una proporció més alta de marisc en la seva dieta. Com el marisc és ric en vitamina D, una deficiència en vitamina D no crearia una pressió evolutiva cap a una pigmentació més clara en aquestes poblacions.
Una altra teoria indica que els homes d'aquella època trobaven les dones rosses més atractives o viceversa, que les dones de llavors van trobar més atractius als homes rossos. L'antropòleg canadenc Peter Frost, amb l'ajuda de la Universitat de Saint Andrews, va publicar un estudi el març de 2006 a la revista Evolution and Human Behavior en el qual afirmava que els cabells rossos es va expandir molt ràpidament al final de l'última glaciació a causa de la selecció sexual. Segons aquest estudi, l'aparició dels cabells rossos i dels ulls blaus en certes dones del nord d'Europa les va fer preferibles a les seves competidores, en una època d'intensa competència pels homes a causa de la seva escassetat, a causa dels llargs i durs viatges de caça als quals eren sotmesos; aquesta hipòtesi sosté que les dones rosses posseïen una diferenciació sobre la resta que les ajudava per aparellar-se, incrementant-se el nombre de rossos.
Una teoria plantejada en The History and Geography of Human Gens (1994), diu que els cabells rossos es va transformar en predominant en el nord Europa al principi del 3000 a.C., a l'àrea avui coneguda com a Lituània, juntament amb la recent arribada dels colons protoindoeuropeus (segons la Hipòtesi dels kurganes), i el tret es va estendre ràpidament a causa de la selecció sexual per Escandinàvia. Aquesta teoria també assumeix que els homes trobaven a les dones rosses més atractives.

## Distribució geogràfica

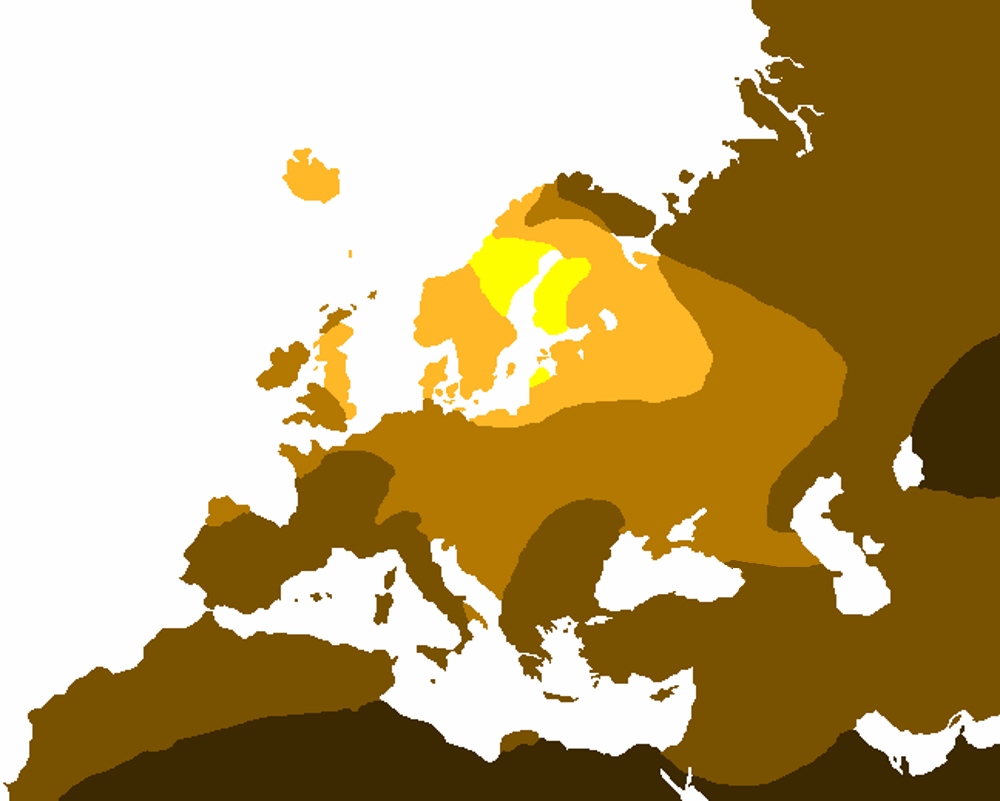
Mapa que mostra la distribució geogràfica de la freqüència de cabells clars en la població d'Europa:
80—100% (Exemples: Centre de Suècia, oest de Finlàndia)
50—79% (Exemples: Dinamarca o Islàndia)
20—49% (Exemples: Alemanya, Irlanda, Normandia o Galícia)
1—19% (Exemples: Grècia, Bulgària o Turquia)
Menys de l'1% (Virtualmente només fora d'Europa. Exemple: Península Arábiga)

Generalment, els cabells rossos sol estar associat a tenir pell blanca i ulls clars: grisos, blaus, verds, i en menor mesura, avellana. Una forta llum del sol també aclareix el pèl de qualsevol pigmentació, en diferents graus, i causa l'aparició de pigues en persones rosses, sobretot en la infància.
El pèl ros es troba amb més freqüència als pobles autòctons del Nord i Est d'Europa. La pigmentació tant del pèl com dels ulls és més clara al voltant del sud del mar Bàltic i s'enfosqueix regularment i gairebé concèntricament al voltant d'aquesta regió.
El pèl ros-vermellós és un tret encara més rar, contenint la major quantitat de feomelanina i només natiu dels pobles cèltics i Escandinàvia.
Actualment els rossos són majoria solament en una nació: Islàndia. On constitueixen el 63% de la població: pràcticament tots els nens de l'escola primària islandesa són rossos.
A causa de les migracions també trobem rossos al Sud i a l'Oest d'Europa. A causa de l'emigració europea des del segle xvi fins al segle xx, també podem trobar rossos a Amèrica del Nord, Sud-amèrica, Austràlia, Nova Zelanda, Sud-àfrica, Sibèria, etc.
Tal vegada la principal via d'entrada de gent de cabells rossos al sud d'Europa hagin estat els pobles bàrbars que van emigrar des del centre i nord del continent a la fi de l'era romana, com és el cas dels hèruls, els ostrogots, els sueus, els vàndals i els visigots, i a l'edat mitjana els víkings i els normands, que conqueriren Sicília i el sud de la península Itàlica.

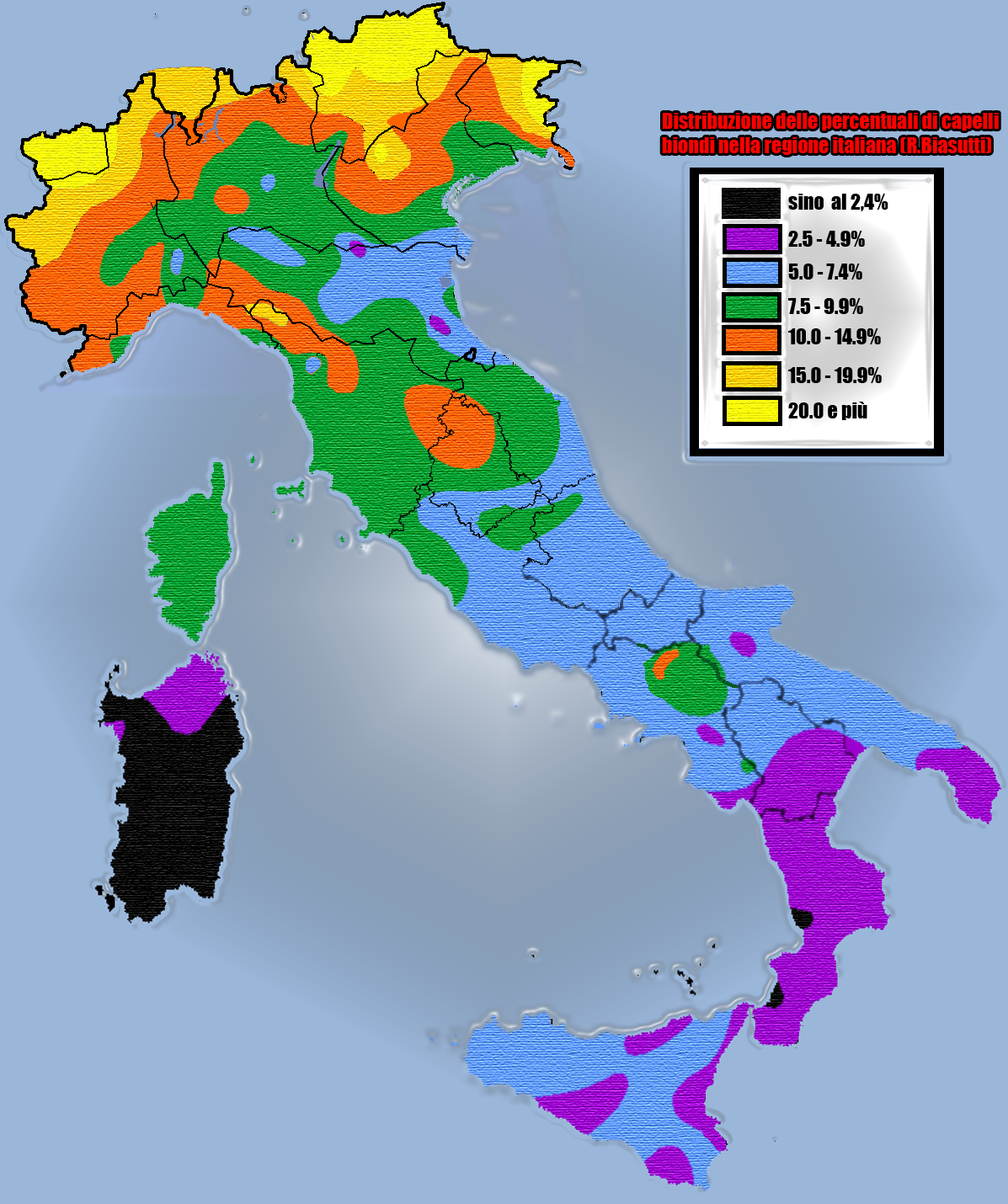
Presència de cabells rossos a Itàlia

La presència de poblacions rosses a Itàlia es remunta als celtes que van poblar la vall del Po a l'antiguitat. Més tard van arribar els pobles germànics i ara un 20% dels italians dels Alps són rossos. Itàlia actualment té una mitjana nacional de 8,2% de cabells rossencs i la presència dels rossos disminueix baixant des dels Alps fins a Sicília, arribant a ser gairebé nul·la a Sardenya. Al nord de Roma gairebé el 33% dels italians té cabells rossos i/o semi-rossos (castanys clars). Una característica dels rossos italians és que són els més alts de la població italiana: en el cens 2011 els italians homes tenien una mitjana de 178 cm, però els rossos aconseguien una mitjana de 181 cm d'altura. A Espanya, els rossos amb ulls blaus o verds es troben més freqüentment en el nord, especialment a Galícia encara que també el nord-oest, degut principalment als ancestres cèltics (els Celtibers són una de les bases ètniques del poble castellà i hispànic) i també per herència dels visigots. La mitjana de rossos nadius espanyols en el nord és de 17% i en el sud només de 2%. Els rossos també es troben en l'altiplà central de la península Ibèrica com a Castella i Lleó, Madrid, Toledo i Castella–La Manxa és freqüent trobar individus amb cabells daurats a causa dels ancestres celtibers i germànics (gots), igual que a València, Andalusia i l'antic Regne d'Aragó per haver rebut onades de vàndals centreeuropeus, berbers rossos de l'Atles i francs de Renania allí es destaquen així mateix nadius d'aquestes zones esmentades amb cabells grocs.
Segons deien al segle xiv alguns exploradors espanyols, els guanxes que habitaven les Illes Canàries, també eren rossos i amb ulls blaus. Afirmació que és, en part veritable, perquè se sap que existien guanxes rossos i amb ulls clars, encara que no tots tenien aquestes característiques.
A l'Afganistan, els rossos són especialment comuns entre els tadjics (10% de rossos, especialment a la regió de la Serralada del Pamir) i els nuristanis (relacionats amb els pobles kalash) que tenen una freqüència de rossos d'1 de 3.
A Pakistan, la tribu kalash té majoritàriament els cabells rossos. Els cabells rossos pot sorgir naturalment entre altres grups com la frontera del Nord-oest, àrees del nord de Pakistan i en l'Índia, que inclou als caixmiris, Shina, Burusho i descendents de les colònies europees (més endavant trobats a Goa, i a Pondicherry). Els rossos també els trobem a Turquia (especialment al nord del Caucas i la part oest europea del país), en la part costanera d'Israel (especialment entre els jueus asquenazites, d'origen europeu), relativament escàs a Palestina, i a part del nord de l'Iran, especialment a les províncies càspies. A l'oest de Síria, Jordània i Líban, també hi ha un percentatge de rossos.

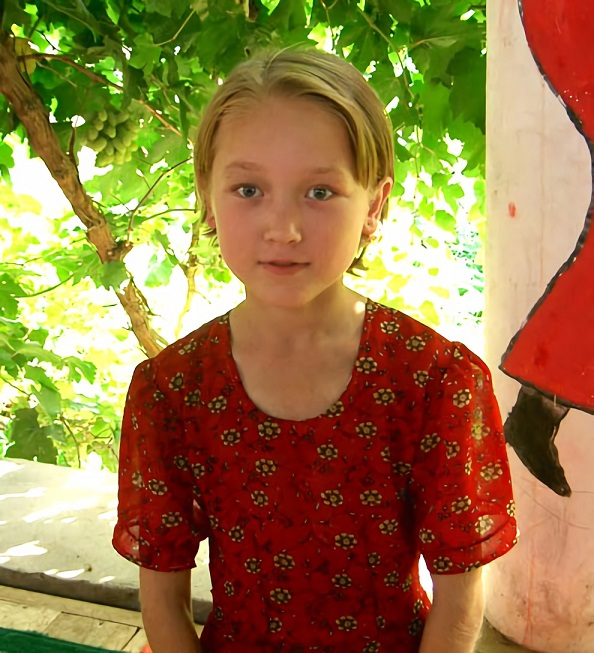
Rossa natural asiàtica (nena en Turpan, Xinjiang, Xina) - rossa natural amb brida mongòlica

A Àsia central, Àsia Occidental, (Orient Mitjà) i Àsia del Sud, trobem una baixa freqüència de rossos naturals a certs grups ètnics.
Els aborígens australians, particularment a la part oest-central del continent, tenen una alta freqüència de cabells rossos-marrons, arribant al 90-100% en els nens de certes àrees. Aquest tret entre els indígenes australians està primordialment associat als nens i dones, tot i que en fer-se grans, els cabells van agafant tonalitats més fosques.

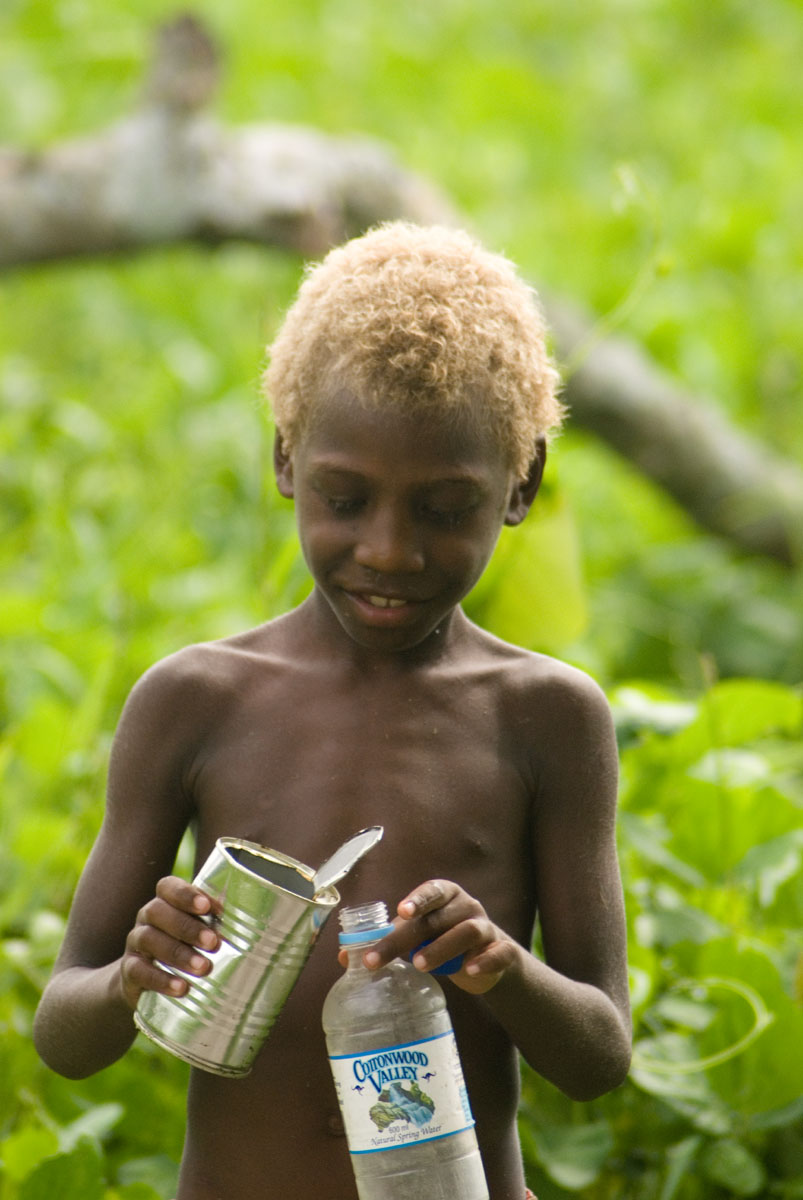
Nen ros de l'arxipèlag de Vanuatu.

Els rossos també els podem trobar en altres parts d'Oceania com a les Illes Salomó, Vanuatu i Fiji. Una vegada més, hi ha una gran incidència en els nens d'aquesta mutació rossa indígena.
Els rossos també s'han trobat entre els indígenes sud-americans coneguts com a chachapoyas, a Perú.
No obstant això a Amèrica i Oceania, la presència de població rossa en els continents es deu principalment a immigració europea ocorreguda després de la conquesta hispànica, portuguesa, britànica i francesa, des del segle XVI en endavant, i especialment a onades migratòries provinents d'Europa que van afectar de forma important alguns països al segle xix, en particular als Estats Units, Canadà, Austràlia, Nova Zelanda i Sibèria (la regió asiàtica de Rússia).

## Relació amb l'edat

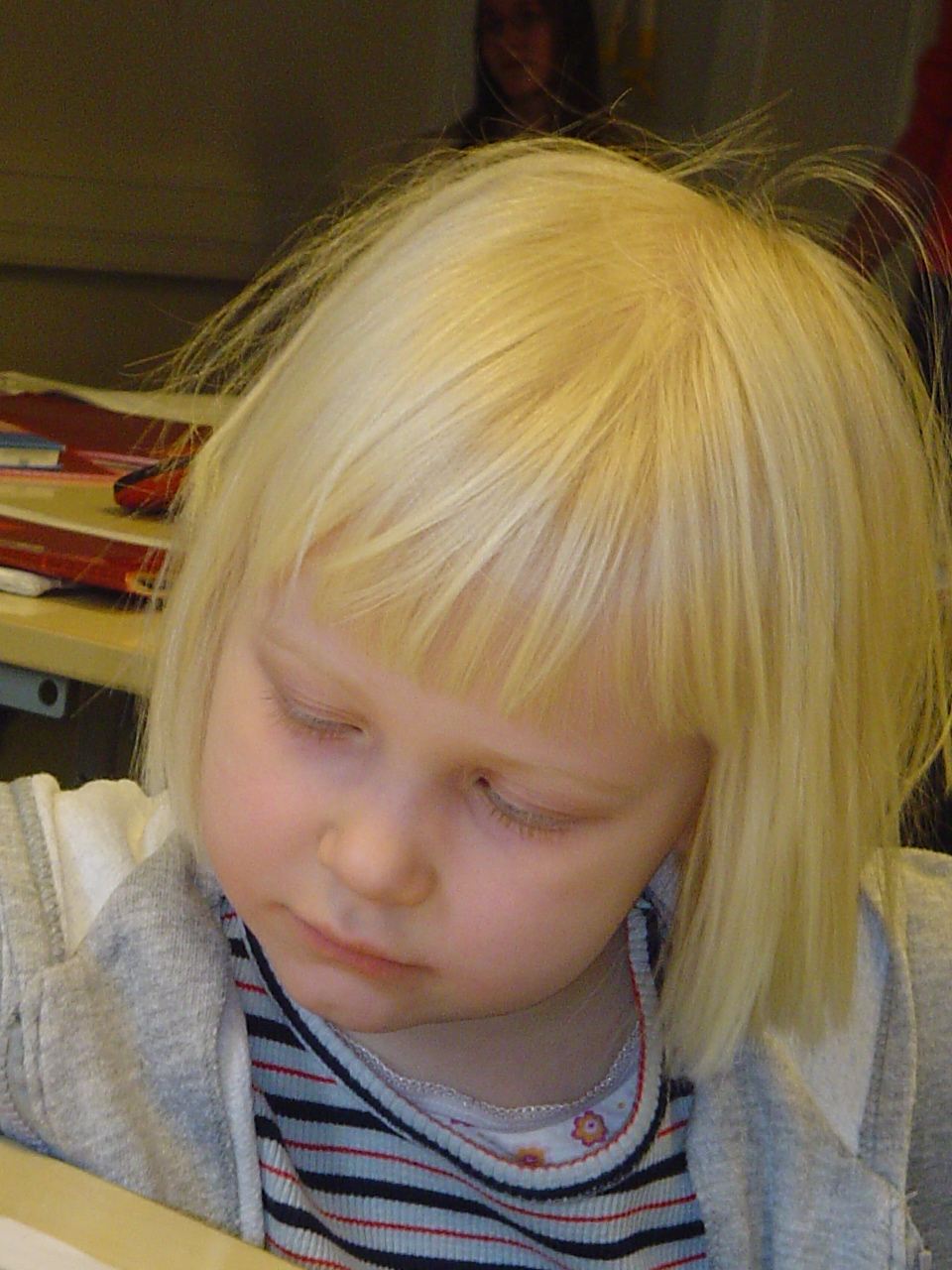
Una nena finlandesa amb els cabells rossos.

El pèl ros és més comú en els nens d'origen europeu, però també entre nens d'altres grups ètnics que rarament solen mantenir el color ros a l'edat adulta. El pèl ros tendeix a enfosquir-se amb l'edat, passant els nens de ser rossos en la seva infantesa a un color castany o negre abans o durant la seva maduresa.

## Cultura, mitologia i folklore
En la mitologia nòrdica la deessa Sif (esposa de Thor) era descrita com a rossa. En l'Edda poètica Ríg, l'home ros jarl (rang més alt a Escandinàvia després del rei) és considerat l'ancestre d'una casta dominant de guerrers. En el folklore clàssic del nord d'Europa, els nens rossos tenien major probabilitat de ser robats o canviats, i les dones joves rosses eren usades com a cimbells per les fades.

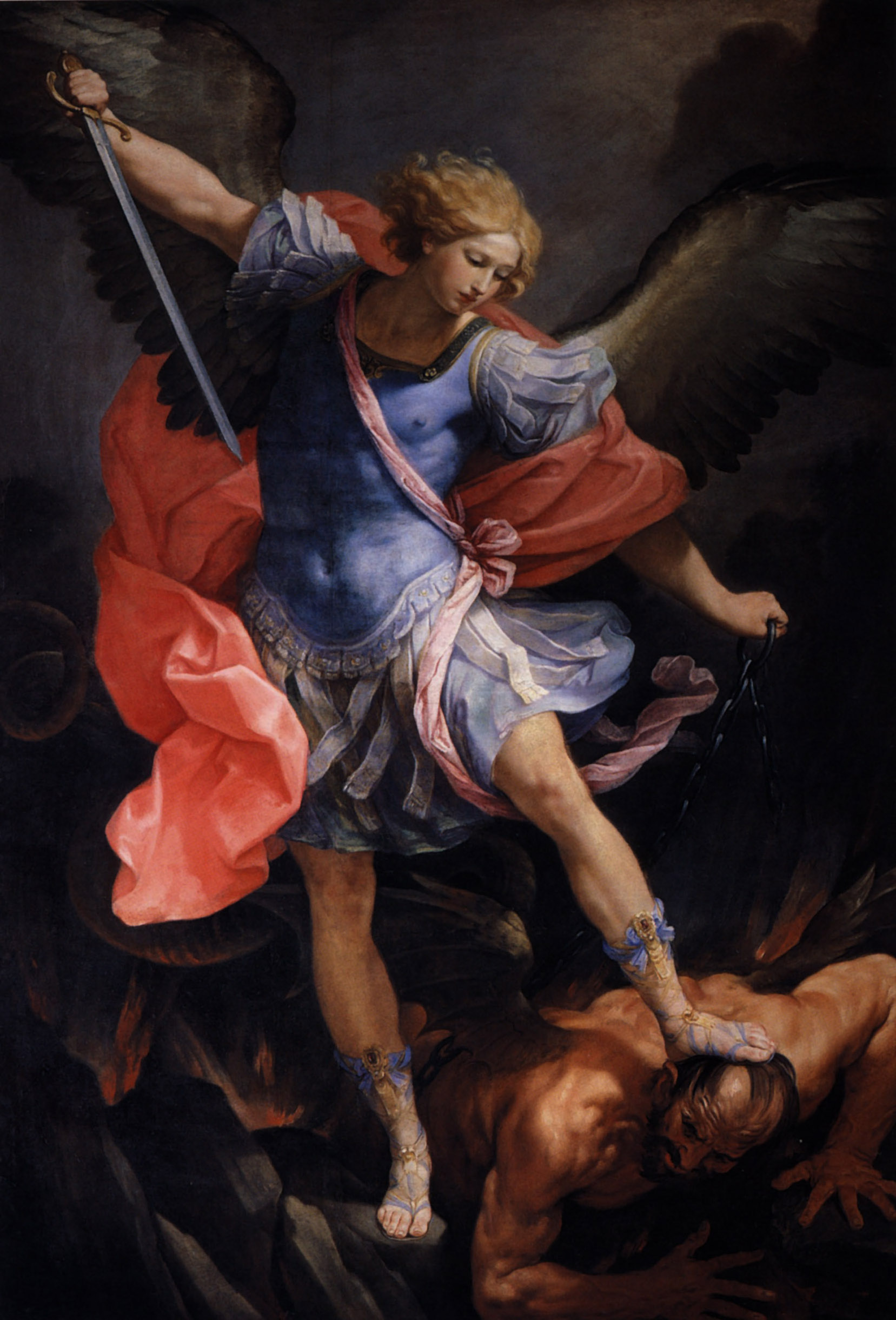
Derrota de Satanàs per l'Arcàngel Miguel, de Guido Reni, església de Santa María della Concezione, Roma, 1636

En els contes de fades europeus, els cabells rossos solia ser la característica dels herois o heroïnes. Això ocorria en els textos, com en La Belle aux cheveux d'or de Madame d'Aulnoy, The Story of Pretty Goldilocks (The Beauty with Golden Hair), o en les il·lustracions de les escenes.
Una notable excepció era Blancaneus, la qual, a causa del desig de la seva mare per un nen "tan vermell com la sang, tan blanc com la neu, i tan negre com el banús" tenia els cabells negres. Aquesta tendència és també observable, en la literatura clàssica; en la mitologia grega, Afrodita, és la deessa de l'amor i la bellesa i tenia també un cabell "daurat" (per exemple, segons els Papirs d'Oxirrinc s'atribuïa a Íbico, Hesíode Teogonia, i també segles més endavant a "El rapte d'Helena" de Col·lut). A El Quixot de Miguel de Cervantes, l'ideal de bellesa és Dulcinea els "cabells de la qual són or"; al poema de Milton Paradise Lost els nobles i innocents Adam i Eva tenien "flocs de cabells daurats", el faldiller protagonista de la novel·la homònima de Guy de Maupassant, Bel Ami, qui "en crida als herois dels contes populars" té uns "cabells rossos lleugerament vermellosos-castanys", igualment al final de l'obra de J. R. R. Tolkien El Senyor dels Anells, el favorable any després de la Guerra de l'Anell es va caracteritzar a la Comarca amb un excepcional nombre de naixements de nens rossos.
A la primera meitat de segle xx, nordicistes com Madison Grant i Alfred Rosenberg van associar els cabells rossos amb la raça nòrdica, la qual es distingia al seu torn de la raça ària, en la qual s'incloïa el que ells anomenaven raça alpina de no-rossos. Durant la II Guerra mundial, els cabells rossos era un dels trets usats pels nazis per seleccionar als nens eslaus per a la seva posterior germanització. A la cultura contemporània, s'estereotipa habitualment el que els homes trobin les dones rosses més atractives que unes altres amb un color de cabells diferent. Alfred Hitchcock preferia en els seus càstings les dones rosses per als papers principals a causa que ell creia que l'audiència no sospitaria d'elles, per això ve el nom de "rossa Hitchcock ".
Els acudits de rosses són una classe pejorativa d'acudits basat en l'estereotip de la "rossa ximple", descrivint-les com a poc intel·ligents, sexualment promíscues, o ambdues coses. En altres parts de la cultura moderna, les dones rosses són descrites com a "promíscues", Jean Harlow (una rossa-vermellosa natural i més endavant rossa tenyida) i Marilyn Monroe (de cabells rossos-pàl·lid de petita tornant-se castany d'adulta) van ser famosos símbols sexuals del cinema americà del segle xx, i freqüentment interpretaven rols de rosses ximples en les seves pel·lícules.

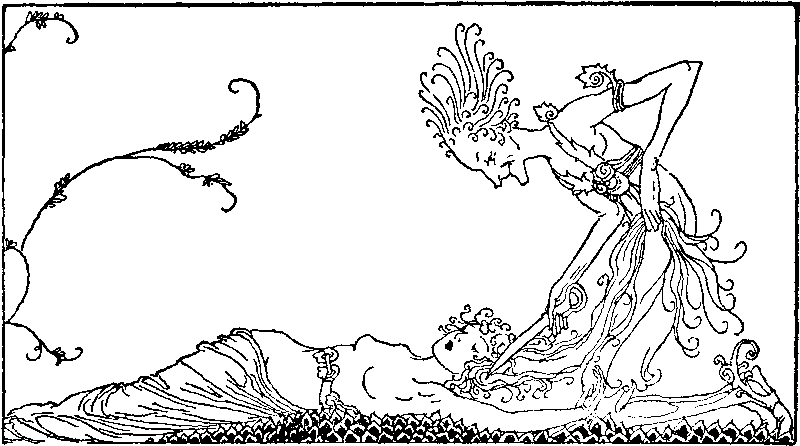
Loki talla els cabells de la deessa Sif, il·lustració de Willy Pogany (1920)

Segons Francis Owens la literatura romana descriu un llarg nombre de ben conegudes personalitats històriques romanes com a rosses. A més, hi havia 250 persones amb el nom Flavi (Flavius), que significa ros, i molts altres amb el nom Ruf (Rufus) i Rutili (Rutilius), amb el significat de pèl-roig i de cabells vermellosos respectivament.
Segons la mitologia clàssica, els següents déus romans posseïen cabells rossos: Cupido, Apol·lo, Aurora, Dionís, Ceres, Diana, Júpiter, Mart, Mercuri, Minerva i Venus.
L'aparença física de l'emperador Neró, descendent d'una família aristòcrata, és segons l'historiador Suetoni descrit com: "... de clars cabells rossos,... els seus ulls són blaus..."
Al món àrab i l'Iran, les dones de l'alta societat es tenyeixen els cabells de ros com a ideal de bellesa. Gens El-Yassir comenta que "a certes àrees del món àrab; com més clar ets, de major bellesa se't considera."

## Galeria

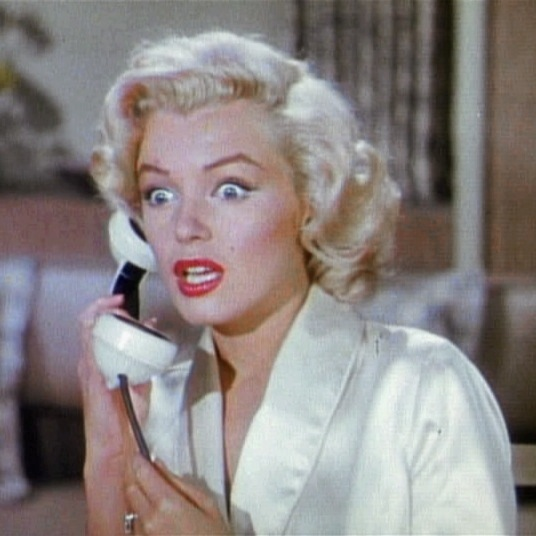
Marilyn Monroe, actriu nord-americana, en la pel·lícula cinematogràfica Els cavallers les prefereixen rosses.
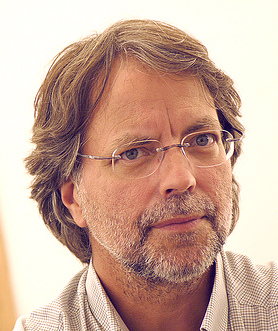
Mia Couto, reconegut escriptor moçambiquès.
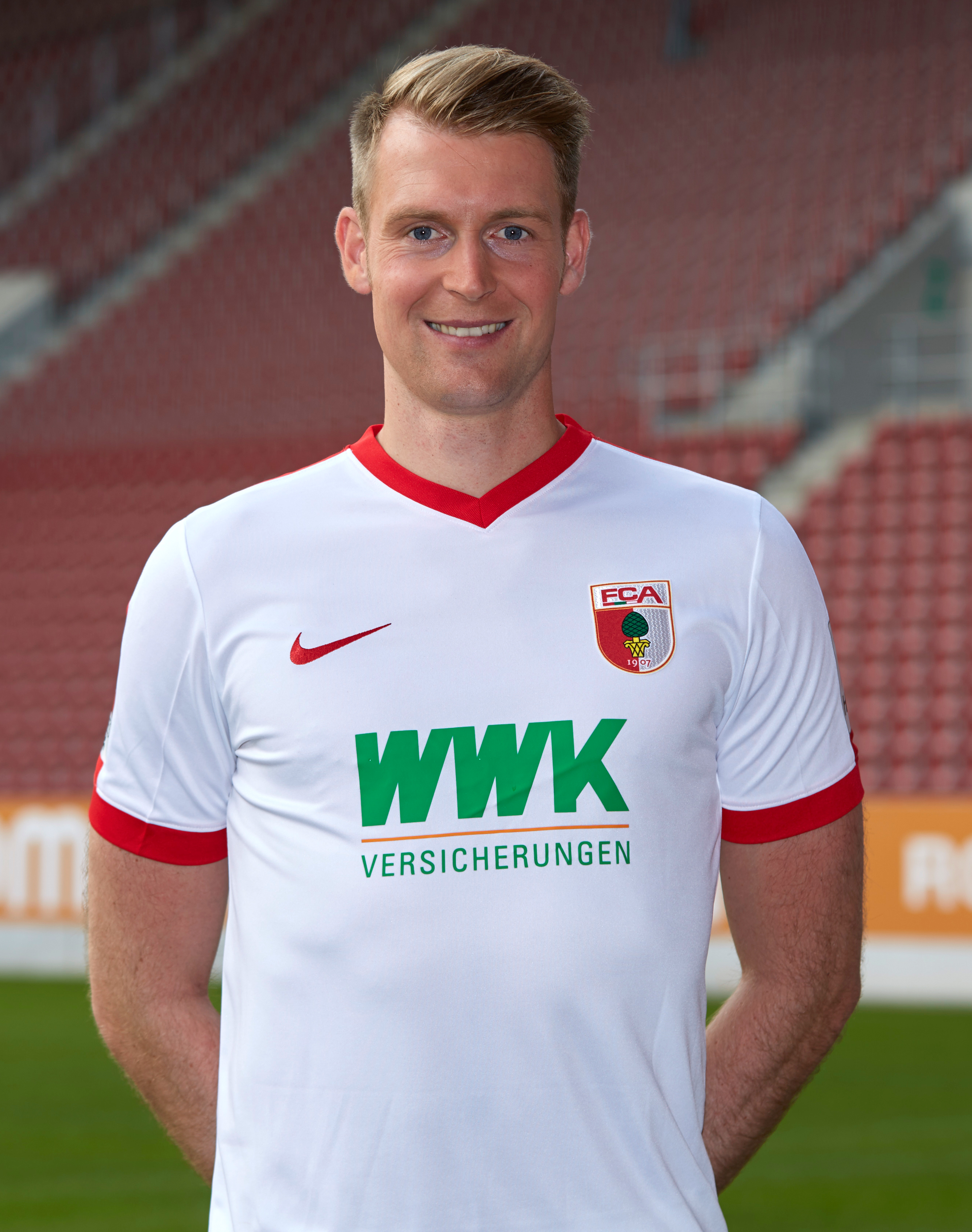
Jan-Ingwer Callsen-Bracker, futbolista alemany del FC Augsburg.